# آدام جی. هرینگتون
آدام جی. هرینگتون (زاده ۲۶ نوامبر ۱۹۶۷) یک بازیگر و تهیه‌کننده کانادایی-امریکایی است. از جمله نقش‌های معروف او در دکستر و دایره مرموز بوده‌است. هم چنین در بازی جنایت در لس‌آنجلس نقش روی ارل را ایفا کرد.

## زندگی شخصی
هرینگتون دارای مدرک کارشناسی ارشد در رشته زیست‌شناسی دریایی است. او در حال حاضر در لس آنجلس، کالیفرنیا سکونت دارد.

## حرفه
اولین حضور هرینگتون در فیلم ولنتاین در نقش جیسون مارکوئت بود. بعدها در فیلم CSI بین سال ۲۰۱۲ تا ۲۰۱۳ نقش رونالد بسدریک جنایتکار را داشت. در فصل نهم سریال سوپرنچرال نیز نقش فرشته سقوط کرده، بارتالومیو را ایفا کرد.